# همایاک ساریس
همایاک سیراس (ارمنی: Հմայակ Սիրաս؛  زادهٔ فوریهٔ ۱۹۰۲ - درگذشته اوت ۱۹۸۳) مترجم، ویراستاری و نثرنویس اهل ارمنستان بود.

## زندگی‌نامه
وی با نام اصلی همایاک ساهاکی اوسکانیان ارمنی: Հմայակ Սահակի Ոսկանյան در ۱۵ فوریهٔ ۱۹۰۲ در آگری به دنیا آمد و از دانشگاه دولتی مسکو و دانشگاه دولتی ایروان فارغ‌التحصیل گشت. وی عضو اتحادیه نویسندگان اتحاد شوروی بود. وی همچنین برندهٔ جوایزی همچون نشان پرچم سرخ کار، نشان ستاره سرخ (۱۹۴۴)، نشان ستاره سرخ مدال به خاطر پیروزی مقابل آلمان در جنگ بزرگ میهنی (۱۹۴۵–۱۹۴۱) چهره فرهنگی شایسته ارمنستان شوروی شده است. وی در ۱۴ اوت ۱۹۸۳ در سن ۸۱ سالگی در ایروان درگذشت.

## نگارخانه

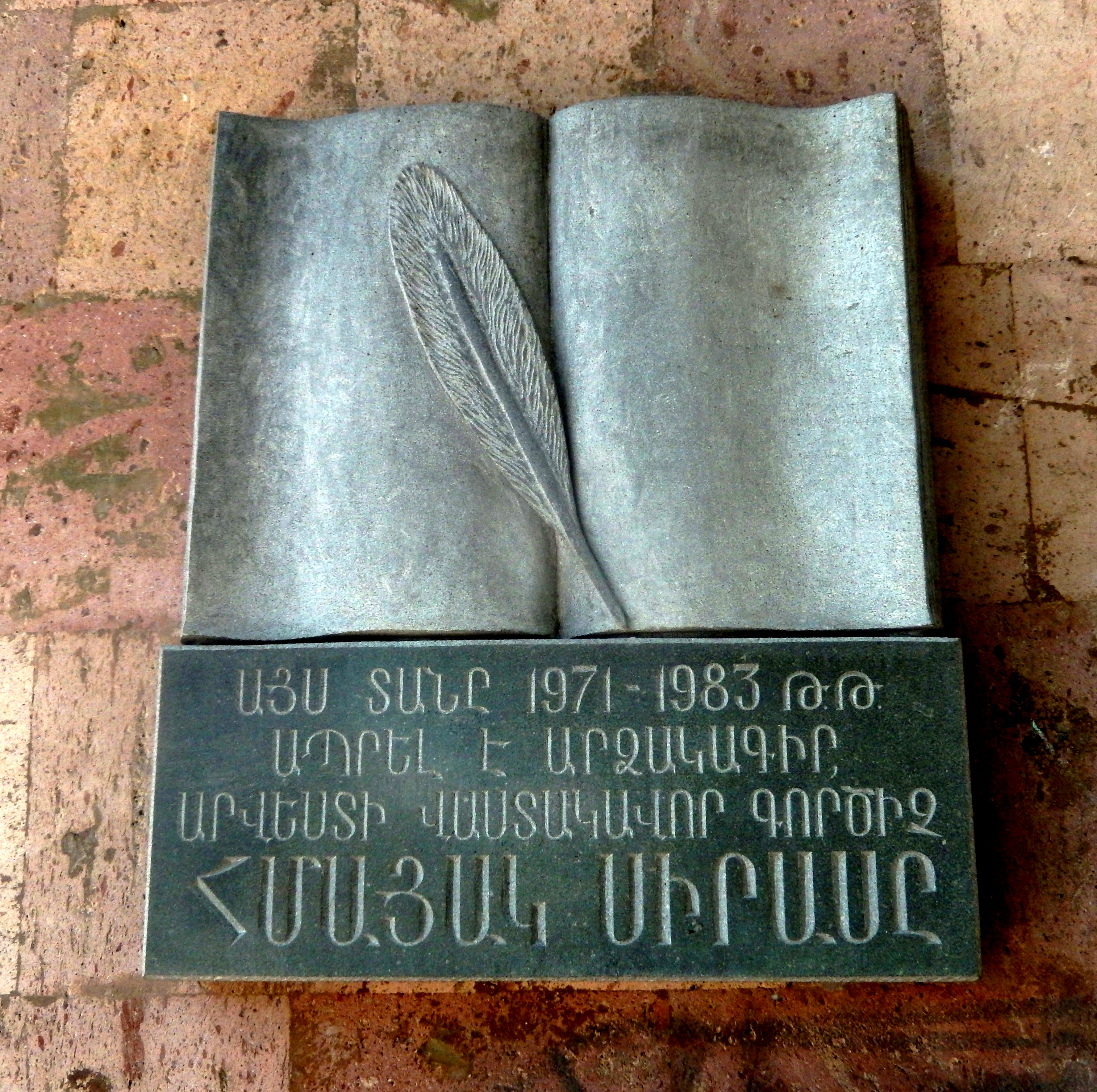

## منبع
- مشارکت‌کنندگان ویکی‌پدیا. «Հմայակ Սիրաս». در دانشنامهٔ ویکی‌پدیای ارمنی .
- مشارکت‌کنندگان ویکی‌پدیا. «Hmayak Siras». در دانشنامهٔ ویکی‌پدیای انگلیسی، بازبینی‌شده در ۲۵ ژانویه ۲۰۲۲.

- Հմայակ Սիրաս at  Avproduction.amبایگانی‌شده  در ۵ دسامبر ۲۰۲۱ توسط Wayback Machine
- Bardakjian, Kevork B. (2000). A Reference Guide to Modernb Armenian Literature, 1500-1920. Detroit: Wayne State University Press. pp. ؟؟؟-؟.
- Armenian Soviet Encyclopedia. Vol. 10. Yerevan. p. 408.
- Այվազյան, Հ. Մ. (2007). Ով ով է. հայեր (կենսագրական հանրագիտարան: Երկու հատորով). Vol. երկրորդ. Երևան: Հայկական հանրագիտարան հրատ. p. 473.
- Hacikyan, A. J.; Basmajian, Gabriel; Franchuk, Edward S.; Ouzounian, Nourhan (2005). The Heritage of Armenian Literature: From the Eighteenth Century to Modern Times. Detroit: Wayne State University Press. ISBN 978-0-8143-3221-4.
- Խուդավերդյան, Կոստանդին. Հայկական համառոտ հանրագիտարան (به ارمنی). Vol. 4. Երևան: Հայկական Հանրագիտարան հրատարակչություն ՊՈԱԿ. p. 448-49.
- Խաչատրյան, Հայկ (1986). Գրական տեղեկատու: 1934-1986. Երևան: Սովետական գրող. p. 512-13.